# Konzertgesellschaft München
Die Konzertgesellschaft München ist ein gemeinnütziger Verein, der sich der Pflege und Förderung klassischer Musik und seit 2017 auch des Jazz widmet.

## Geschichte
Der Verein wurde 1986 nach dem Vorbild des Mozarteum Argentino gegründet, einer 1952 gegründeten Musikstiftung in Argentinien, die maßgeblich zum Musikleben ihres Landes beiträgt. Initiatoren der Gründung waren der Kunsthistoriker   Johann Georg Prinz von Hohenzollern und der Kulturmanager Helmut Pauli.

## Aktivität
Durch den internationalen Gesangswettbewerb Vokal genial, der im jährlichen Wechsel mit dem August-Everding-Musikwettbewerb für Instrumentalisten stattfindet, unterstützt die Konzertgesellschaft München e. V. und ihre Mitglieder Künstler auf dem Weg zur internationalen Karriere.
Außerdem fördert der Verein satzungsgemäß hochbegabte Musiker, vergibt Förderpreise, fördert den internationalen Künstleraustausch, betreibt die Pflege der klassischen und der modernen zeitgenössischen Musik und fördert die Münchener Bach-Tradition sowie Musikprojekte, die ohne mäzenatische Hilfe nicht realisiert werden könnten.

## Organe
Organe der Konzertgesellschaft München sind die Mitgliederversammlung, das Präsidium, das Kuratorium und der künstlerische Beirat. Jedes Mitglied ist stimmberechtigt und kann bei der Mitgliederversammlung Anregungen einbringen und über Satzungsänderungen, Wahl und Entlastung des Präsidiums mitentscheiden. Das Präsidium, dem in beratender und unterstützender Funktion Kuratorium und künstlerischer Beirat zugeordnet sind, arbeitet ehrenamtlich.

### Präsidium
Das Präsidium setzt sich aus Karl Friedrich von Hohenzollern (Präsident), Désirée von Bohlen und Halbach (Vizepräsidentin) sowie Konstanze Wiedemann, Conrado Dornier, Norbert Roos und Jens Spaniol zusammen.

### Kuratorium
Das Kuratorium setzt sich aus Persönlichkeiten des öffentlichen und kulturellen Lebens zusammen, welche als aktive Förderer von Musik in der Öffentlichkeit auftreten. Es berät und unterstützt das Präsidium bei der Umsetzung von dessen Zielen. Hierfür wird es für eine Dauer von fünf Jahren vom Präsidium berufen.

## Hochbegabtenförderung: Wettbewerbe und Preisträger
Die Hochbegabtenförderung ist zusammen mit der Ausrichtung namhafter Musikwettbewerbe eines der zentralen Förderanliegen der Konzertgesellschaft München. Hierunter fielen unter anderem der von August Everding initiierte August-Everding-Musikwettbewerb und der Internationale Gesangswettbewerb Vokal genial, die seit 1987 im jährlichen Wechsel durchgeführt wurden.
- 1987: Michael Martin Kofler (Flöte)
- 1988: Izabella Labuda, Isabelle Faust (Violine), Trio Wanderer
- 1989: Arcis Quintett mit Albrecht Mayer (Oboe)
- 1990: Juliane Banse (Sopran), Angelika Merkle (Klavier), Alfredo Perl (Klavier)
- 1991: Violine: Anna Kandinskaja, Sonja Korkeala, Natalia Christina Steurer
- 1992: Klavier: Ragna Schirmer, Gloria d‘Atri
- 1993: Marianna Tarasova, Simone Nold, Markus Hollop, Juanita Lascarro (Gesang), Marcus Kretzer (Klavier)
- 1994: Jens Plücker, Ursula Petith, Johannes Kaltenbrunner (Horn), Leonid Korkin, Robert Hofmann (Trompete)
- 1995: Violoncello: Wolfgang Emanuel Schmidt, Nikolaus Popa, Kirill Kravtzov
- 1996: Harfe: Xavier de Maistre, Charlotte Balzereit, Jana Bousková
- 1997: Lyrischer Tenor: Lars Lettner, Alfred Bøe, Hubert Nettinger, In-Hak Lee
- 1998: Streichquartett: ConTempo String Quartet, Klenke Quartett Weimar, CasalQuartett, Modus Quartett
- 1999: Oboe: Clara Dent, Susanne Hennicke, Kai Rapsch
- 2000: Klavier: Tobias Stork, Jean Muller, Christian Chamorel
- 2001: Klaviertrio: Zürcher Klaviertrio, Trio Ondine, Eurus-Trio
- 2002: Violine: Andrej Bielow, Lena Neudauer, Daniel Röhn
- 2003: Historische Aufführungspraxis: Mo Yi und Chia-hsuan Tsai, Leila Schayegh und Gerd Amelung, Duo Seraphim
- 2004: Das deutsche Lied: Colin Balzer, Christina Landshamer und Stefanie Irányi
- 2005: Klarinette: Christopher Corbett, AntonioDuca, Daniel Ottensamer
- 2006: Klavier: Alexej Gorlatch, Dudana Mazmanishvili, Jean Muller
- 2007: Vokal genial: Julia Hajmóczy, Ai Ichihara, Melissa Shippen
- 2008: Orgel: Michael Schöch, Matthias Egger, Balthasar Baumgartner
- 2009: Vokal genial: Joo Hee Jung, Hyo Jung Kim, JunHo You
- 2010: Hendrik Blumenroth (Violoncello), Zheng Wenxiao (Viola), Felix K. Weber (Violine)
- 2011: Vokal genial: Abigail Mitchell, Catalina Bertucci, Ilya Silchukov
- 2012: Flöte: Mikhail Khvostikov, Elise Gastaldi, Mark Xiao
- 2013: Vokal genial: Camille Schnoor, Dae Hyun Ahn, Joshua Stewart
- 2014: Streichquartett: Aris Quartett, Abel Quartet, Goldmund Quartett
- 2015: Vokal genial: Vera-Lotte Böcker, Sangmin Jeon, Jiyoung Angela Shin
- 2016: Percussion: Vanessa Porter, Hye-ji Bak, Tomi Emilov
- 2019: Jazz: Sam Hylton
- 2020: Gesang: Katja Maderer, Jonas Maximilian Müller
- 2021: Jazz: Enkhjargal Erkhembayar

## Auszeichnung
- 1999 Verleihung Europäischer Kulturpreis der Stiftung Pro Europa in Anerkennung der Förderung historischer Aufführungspraxis in der Musik.

## Publikationen
- Dokumentation zum 25-jährigen Bestehen, Saison 2011/12.